# Sherove
Sherove  (ucraniano: Шерове) es una localidad del Raión de Ivanivka en el Óblast de Odesa de Ucrania. Según el censo de 2001, tiene una población de 295 habitantes.